# QSDK
 (février 2025).
Le contenu est difficilement compréhensible vu les erreurs de traduction, qui sont peut-être dues à l'utilisation d'un logiciel de traduction automatique.
 (mai 2019).
Le QSDK est un flux graphique de scène en mode retenu Application Programming Interface (API) associé à un système portail cellulaire pour se connecter graphiques de la scène. Audio et animation sont entièrement pris en charge. 
Il est disponible sur les plates-formes Macintosh, PlayStation 2 et Xbox et gratuitement sur les plates-formes PC . 